# Druschba (Kaliningrad, Selenogradsk)
Druschba (russisch Дружба, deutsch Kirschappen, Kreis Fischhausen/Samland) ist ein Ort im westlichen Samland in der russischen Oblast Kaliningrad. Er gehört zur kommunalen Selbstverwaltungseinheit Stadtkreis Selenogradsk im Rajon Selenogradsk.

## Geographische Lage
Druschba liegt 28 Kilometer nordwestlich der Stadt Kaliningrad (Königsberg) östlich einer Nebenstraße, die zwei Kilometer westlich von Kumatschowo (Kumehnen) nach Schatrowo (Weidehnen) führt. Eine Bahnanbindung besteht nicht.

## Geschichte
Das ehemals Kirschappen genannte Gutsdorf wurde am 13. Juni 1874 Sitz und namensgebender Ort des neu geschaffenen Amtsbezirks Kirschappen im Landkreis Fischhausen (1939 bis 1945 Landkreis Samland) im Regierungsbezirk Königsberg der preußischen Provinz Ostpreußen. Am 4. Februar 1895 wurde aus dem Gutsdorf Kirschappen ein gleichnamiger Gutsbezirk gebildet, und am 1. Dezember 1910 zählte der Ort 82 Einwohner.
Am 30. September 1928 schlossen sich der Gutsbezirk Kischappen und die Landgemeinden Woydiethen (russisch: Listowoje) sowie Weidehnen (Schatrowo) zur neuen Landgemeinde Weidehnen zusammen. Daraufhin büßte Kirschappen auch seine Stellung als Amtsdorf ein und wurde am 18. Mai 1930 in den neu gebildeten Amtsbezirk Weidehnen eingegliedert.
Infolge des Zweiten Weltkrieges kam Kirschappen mit dem nördlichen Ostpreußen an die Sowjetunion. Im Jahr 1950 erhielt der Ort wieder eigenständig die russische Bezeichnung „Druschba“ (= „Freundschaft“) und wurde gleichzeitig in den Dorfsowjet Schatrowski selski Sowet im Rajon Primorsk eingeordnet. Von 2005 bis 2015 gehörte der Ort zur Landgemeinde Krasnotorowskoje selskoje posselenije und seither zum Stadtkreis Selenogradsk.

### Amtsbezirk Kirschappen (1874–1930)
Zwischen 1874 und 1930 war Kirschappen ein Amtsdorf, zu dessen Amtsbezirk anfangs sieben Landgemeinden bzw. Gutsbezirke gehörten:
| Name             | Russischer Name | Bemerkungen                                             |
| ---------------- | --------------- | ------------------------------------------------------- |
| Landgemeinden:   |                 |                                                         |
| Drugthenen       | Gussewka        | 1928 in die Landgemeinde Klein Dirschkeim eingegliedert |
| Klein Dirschkeim | Dworiki         |                                                         |
| Weidehnen        | Schatrowo       |                                                         |
| Woydiethen       | Listowoje       | 1928 in die Landgemeinde Weidehnen eingegliedert        |
| Gutsbezirke:     |                 |                                                         |
| Korwingen        | Olchowoje       | 1928 in die Landgemeinde Syndau eingegliedert           |
| Kirschappen      | Druschba        | 1928 in die Landgemeinde Weidehnen eingegliedert        |
| Romehnen         |                 | 1897 in die Landgemeinde Klein Dirschkeim eingegliedert |

1930 wurde der Amtsbezirk Kirschappen aufgelöst und die beiden verbliebenen Gemeinden Klein Dirschkeim und Weidehnen in den neugebildeten Amtsbezirk Weidehnen überführt.

## Kirche
Die mehrheitlich evangelische Bevölkerung Kirschappens war bis 1945 in das Kirchspiel der Pfarrkirche in Thierenberg (russisch: Dunajewka) eingepfarrt. Es gehörte zum Kirchenkreis Fischhausen (Primorsk) innerhalb der Kirchenprovinz Ostpreußen der Kirche der Altpreußischen Union.
Heute liegt Druschba im Einzugsbereich der neu gebildeten evangelisch-lutherischen Kirchengemeinde in Selenogradsk (Cranz), einer Filialgemeinde der Auferstehungskirche in Kaliningrad (Königsberg) innerhalb der Propstei Kaliningrad der Evangelisch-lutherischen Kirche Europäisches Russland.